# Вулиця Чехова (Черкаси)
Ву́лиця Че́хова — вулиця в Черкасах. Вулиця починається біля Дніпра від вулиці Берегової і простягається на південний захід через бульвар Шевченка до вулиці Зінченка. Продовження вулиці в новому мікрорайоні Яблуневому виглядає як ґрунтова дорога, місцями з додаванням кам'яних матеріалів. Вулиця неширока, асфальтована.

## Історія та назва
Вперше вулиця згадується 1884 року як Титарівська. Сучасну назву отримала 1893 року на честь Антона Чехова. Існує версія, зафіксована серед старожилів, що початково назва була народною і вулиця звалася Чеховóю, оскільки в долині Дніпра вона упиралася у відоме за топографічними картами заплавно-лугове урочище Чеховé. Лише згодом чиновники перехрестили її на більш «цивілізований» лад на честь відомого і модного на той час російського письменника.
«У Черкасах збереглися історичні топоніми, які можуть мати певне відношення до Чехів та Чеховичів: озеро Чеховé (згад. 1552 р.), річка Чеховá, острів Чеховий (згад. 1789 р.), урочище Чеховé. Саме від цих мікротопонімів, зосереджених у заплаві Дніпра попід берегом в районі колишнього цукро-рафінадного заводу, походить назва сучасної вулиці «Чеховськá/Чеховá», яка відома принаймні з кін. ХІХ ст. (зрозуміло, що жодного відношення до Антона Павловича Чехова ця назва не має). На протилежному від міста березі Дніпра розташоване с. Чехівка (Чорнобаївського р-ну), яке також, ймовірно, завдячує своїй назві шляхтичам Чеховичам», – розповів Дмитро Куштан.
Ставити правильно наголос при назві вулиці Чехова просить чиновник міської ради Черкас Олексій Дубовий, секретар топонімічної комісії, говорить, що черкащани неправильно виголошують назву цієї вулиці. За його словами, на мапах Черкас ще за 1552 рік зазначався такий топонім, як озеро Чехова. Ця місцина розташовувалася саме там, де нині вулиця Чехова перетинає вулицю Нижню Горову.
Існує ще одна версія походження назви. За нею, існував черкаський підприємець та купець – Дорофій Іванович Чехов. Його зернові поля розташовувались довкола чигиринського шляху. Він мав сина – Степана. Вони переїхали сюди з вулиці Зеленої і заселивши зростаючою родиною майже всю цю місцевість – дала назву Чеховської. Це, в принципі, можливо, оскільки в Черкасах і зараз достатньо прізвищ з коренем «чех». Але існує єдиний нюанс – Зеленою в той час називали вулицю Іллєнка. Тобто фактично переїхали на один квартал в бік околиці. Отже, можливо було саме так.

## Забудова
Вулиця Чехова абудована як приватними будинками, так і багатоповерхівками. На вулиці розташовані великі підприємства — колишній машинобудівний завод «Темп», швейна фабрика «Вайсе», колишній завод пакувальних машин «Упмаш», молокозавод «Юрія», завод «Юрія-Фарм». На вулицю виходить червоний корпус ЧДТУ та його гуртожиток № 2. На цій же вулиці розташований і пологовий будинок № 1.

Головна будівля «Темпу»
Червоний корпус ЧДТУ
Гуртожиток № 2 ЧДТУ
Вигляд на швейну фабрику